# Werner Fischer
Werner Fischer (Bregenz, 8 de noviembre de 1940-Bregenz, 6 de junio de 2011) fue un deportista austríaco que compitió en vela en la clase Flying Dutchman. Ganó una medalla de bronce en el Campeonato Mundial de Flying Dutchman de 1967 y dos medallas de bronce en el Campeonato Europeo de Flying Dutchman, en los años 1964 y 1967.

## Palmarés internacional
| Campeonato Mundial | Campeonato Mundial       | Campeonato Mundial | Campeonato Mundial |
| Año                | Lugar                    | Medalla            | Clase              |
| ------------------ | ------------------------ | ------------------ | ------------------ |
| 1967               | Montreal (Canadá)        | Medalla de bronce  | Flying Dutchman    |
| Campeonato Europeo |                          |                    |                    |
| Año                | Lugar                    | Medalla            | Clase              |
| 1964               | Whitstable (Reino Unido) | Medalla de bronce  | Flying Dutchman    |
| 1967               | Bandol (Francia)         | Medalla de bronce  | Flying Dutchman    |